# 아츠 앰배서더 아카데미
아츠 앰배서더 아카데미(영어: Arts Ambassador Academy)는 문화예술에 관심있는 오피니언리더들이 함께 모여 문화예술의 가치를 높이고 세대, 직업, 국적을 뛰어넘는 민간문화예술대사를 육성한다는 취지로 설립된 문화예술 교육 프로그램이다. 컬쳐리더인스티튜트와 문화은행이 주관한다. 2010년 5월 시즌1을 시작으로 2010년 9월 시즌2를 운영하였고, 2011년 9월 27일부터 시즌3을 운영한다.